# Doug Slaten
Douglas Slaten (né le 4 février 1980 à Venice, Californie, États-Unis et mort le 4 octobre 2016 à Palm Beach Gardens, Floride) est un lanceur de relève gaucher des Ligues majeures de baseball jouant avec les Pirates de Pittsburgh.

## Carrière
Doug Slaten est drafté en 17e ronde par les Diamondbacks de l'Arizona en 2000, après avoir été drafté deux fois, dans les deux années précédentes, par les Orioles de Baltimore, sans signer de contrat avec l'équipe. Il fait ses débuts dans les majeures le 4 septembre 2006 avec les Diamondbacks. À sa saison recrue en 2007, le lanceur gaucher effectue 61 sorties, totalisant 36 manches et un tiers au monticule. Il affiche une excellente moyenne de points mérités de 2,72 et remporte trois décisions, contre deux défaites. Il évolue pour les Diamondbacks jusqu'en 2009.
Réclamé au ballottage par les Nationals de Washington le 4 novembre 2009, Slaten passe la saison 2010 avec sa nouvelle équipe. Il mérite la victoire lors de quatre de ses cinq décisions et maintient une moyenne de 3,10 en 40 manches et deux tiers lancées. En 31 parties en relève en 2011, il ne lance que 16 manches et un tiers au total avec une moyenne de points mérités de 4,41 et deux défaites.
Le 17 janvier 2012, il signe un contrat des ligues mineures avec les Pirates de Pittsburgh.